# Тень на стене
«Тень на стене» (англ. Shadow on the Wall) — нуаровый психологический триллер режиссёра Пэта Джексона, который вышел на экраны в 1950 году.
Фильм поставлен по роману Лоренса П. Бакмана и Ханны Ли «Смерть в кукольном доме» и рассказывает о шестилетней девочке, которая стала свидетельницей убийства мачехи, однако в результате шока не в состоянии рассказать об увиденном. Однако психиатр (Нэнси Дэвис) постепенно возвращает девочку в нормальное состояние, в результате чего удаётся выявить истинную убийцу (Энн Сотерн), сняв подозрения в убийстве с отца девочки (Закари Скотт).
В этом фильме свою первую крупную роль в кино сыграла Нэнси Дэвис, которая позднее стала супругой президента США Рональда Рейгана.

## Сюжет
После шестинедельной командировки архитектор Дэвид И. Старрлинг (Закари Скотт) возвращается в свою нью-йоркскую квартиру, где его встречает любящая и любимая шестилетняя дочь Сюзен (Джиджи Перро). Несмотря на то, что Дэвид дал телеграмму о своём досрочном приезде, он не застаёт дома любимую красавицу-жену и Силию (Кристин Миллер), которая приходится Сьюзен мачехой. Силия проводит время в компании Крейна Уэймаута (Том Хелмор), который в свою очередь является женихом её сестры Делл Фэйринг (Энн Сотерн). Спустившись в вестибюль здания, чтобы проводить маленького друга своей дочери, Дэвид видит сквозь окно, как Крейн подвозит Силию к дому, и при расставании они нежно целуются. Дома на вопрос Дэвида, где она была, Силия отвечает, что ходила в театр. Вечером Крейн и Делл приходят на ужин к Старрлингам, перед началом которого Крейн отводит Силию в сторону и пытается уговорить её рассказать Дэвиду об их отношениях, однако Силия просит его подождать, пока не наступит подходящее время для такого разговора. За коньяком после ужина Дэвид разоблачает ложь Силии и Крейна, что якобы они были в театре. Это больно ранит Делл, которой Крейн сказал, что был на деловых переговорах, и сославшись на головную боль, она в сопровождении Крейна немедленно уходит. После ухода гостей Дэвид разбирает чемодан, одновременно продолжая с Силией разговор о её обмане. В какой-то момент он достаёт из чемодана свой наградной пистолет, и, поигрывая им в руке, приближается к Силии. От страха Силия хватает ручное зеркало и со всей силы бьёт им Дэвида по голове. От удара тот теряет сознание и падает, роняя пистолет на пол. В этот момент в квартиру возвращается Делл, чтобы выяснить отношения с сестрой. Когда она заходит в комнату хозяев, то видит подавленную Силию, которая решила, что убила мужа. Когда сёстры видят, что Дэвид просто потерял сознание, Силия просит Делл забрать его пистолет, опасаясь, что, придя в себя, Дэвид снова начнёт угрожать ей оружием. Делл кладёт пистолет в карман своего пальто, после чего начинает упрекать сестру в том, что та постоянно отнимает у неё самое дорогое в жизни, и теперь лишила будущего мужа. В разгар спора с сестрой Делл случайно нажимает на курок пистолета, непреднамеренно убивая Силию. Эту сцену застаёт Сьюзен, которая входит в комнату, проснувшись от громкого разговора. Она видит лежащих на полу отца и мачеху, а также чью-то чёрную тень на стене, после чего начинает страшно кричать. В этот момент Делл незаметно выходит из комнаты и скрывается. Вскоре появляется полиция, которая констатирует смерть Силии от огнестрельного ранения из пистолета Дэвида (Делл не оставила на нём отпечатков, так как была в перчатках). Вскоре проходит суд, на котором присяжные признают Дэвида виновным в убийстве первой степени, и судья приговаривает его к смертной казни. Дэвид не оспаривает вердикт, так как не может вспомнить, что с ним происходило во время убийства. Он предполагает, что в тот момент, когда Силия ударила его зеркалом, он мог непроизвольно нажать на курок и застрелить жену. Взволнованная Делл наблюдала за ходом процесса из зала суда, и хотя её мучило чувство вины, она так и не сказала правду о происшедшем. Уже дома она пишет письмо в Департамент полиции Нью-Йорка, в котором честно описывает всё происшедшее, однако затем, испугавшись казни на электрическом стуле, она рвёт письмо и выбрасывает его.
Тем временем Сьюзен пребывает в глубоком шоке после увиденной сцены — она теряет интерес к происходящему вокруг и не может рассказать ничего, что происходило в момент убийства мачехи. Девочку помещают в Детскую больницу под надзор доктора Ходжа и доктора Кэролайн Кэнфорд (Нэнси Дэвис), которая решает вернуть девочку к жизни. Поначалу ей не удаётся разговорить девочку, но затем, наблюдая за ней сквозь зеркало Гезелла, Кэролайн замечает, что Сьюзен пытается с помощью кукол воспроизвести сцену, которую видела в момент убийства. Постепенно Кэролайн удаётся добиться доверия Сьюзен, и они начинают вместе восстанавливать по памяти эту сцену, хотя в сознании девочки по-прежнему блокируется решающий момент убийства. Вскоре Делл становится известно о том, что Кэролайн добилась определённых успехов в лечении девочки, и психиатр даже догадывается, что помимо родителей в момент убийства в комнате мог быть третий человек. Выяснив, что свидетельство 6-летней Сьюзен может быть принято как доказательство в суде, Делл решает от неё избавиться. Сначала она незаметно подсыпает яд в стакан с шоколадным молоком и пытается заставить девочку выпить его, однако та, на своё счастье, роняет стакан и проливает молоко. Затем, когда девочка проходит специальную процедуру в кровати на воде, которая должна восстановить её сон, Делл подрезает верёвки, в результате чего Сьюзен падает в воду и едва не тонет. Тем временем Кэролайн пытается убедить друга Дэвида, адвоката семьи Пайка Ладвелла (Джон Макинтайр) и своего шефа Ходжа в том, что Сьюзен видела какого-то третьего человека в комнате родителей в момент убийства. Она даже уговаривает их провести на месте следственный эксперимент с участием Сьюзен, чтобы не только излечить девочку, но и дать шанс на спасение Дэвиду, однако Сьюзен и во время эксперимента ничего не говорит. Опасаясь, что Сьюзен в любой момент может вспомнить всё, что видела, Делл с помощью Пайка оформляет опеку над девочкой, у которой в случае казни Дэвида не останется близких родственников. Получив необходимые документы на опеку, Делл вопреки уговорам Кэролайн немедленно увозит Сьюзен в семейный загородный дом в Коннектикут. Когда Кэролайн и доктор Ходж, которые сопровождали Делл и Сьюзен в этой поездке, уже собираются возвращаться в Нью-Йорк, Делл включает на крыльце свет, отбрасывая тень на стену дома. Увидев ту же тень, которую она видела в спальне родителей в ночь убийства, Сьюзен кричит, у неё снимается блокировка сознания, и она рассказывает вернувшейся Кэролайн, что тогда произошло. Не выдержав, Делл сознаётся в убийстве. Вскоре Дэвида оправдывают и выпускают из тюрьмы, и он обнимает любимую дочь, которая вновь стала нормальной.

## В ролях
- Энн Сотерн — Делл Фэринг
- Закари Скотт — Дэвид И. Старрлинг
- Джиджи Перро — Сьюзен Старрлинг
- Нэнси Дэвис — доктор Кэролайн Крэнфорд
- Кристин Миллер — Силия Старрлинг
- Джон Макинтайр — Пайк Ладвелл
- Том Хелмор — Крейн Уэймаут
- Хелен Браун — мисс Бёрк
- Барбара Биллингсли — Ольга
- Марсия Ван Дайк — секретарша
- Энтони Сайдс — Бобби
- Джимми Хант — мальчик
- Лилиан Бонд — служащая

## Создатели фильма и исполнители главных ролей
Этот фильм стал единственной картиной, поставленной в Голливуде британским кинорежиссёром Патриком Джексоном, который в 1951 году вернулся в Великобританию, где поставил несколько документальных и художественных фильмов, среди которых больничный нуар «Белые коридоры» (1951), детектив «Леди в тумане» (1952), приключенческая мелодрама «Девственный остров» (1958), а также криминальные драмы «Семь ключей» (1961) и «Не говори с незнакомцами» (1962).
Как написал историк кино Роджер Фристоу, эта картина была «редким случаем, когда Энн Сотерн, которая обычно отличается весёлым нравом, вопреки своему амплуа исполняет роль злодейки». В 1939-47 годах кинокомпания Metro-Goldwyn-Mayer удачно использовала комический и музыкальный талант Сотерн в серии из десяти комедий категории В про танцовщицу по имени Мэйзи, а также в ряде мюзиклов, однако в 1947 году разорвала с актрисой контракт. Однако после грандиозного успеха мелодрамы Twentieth Century Fox «Письмо трём жёнам» (1949), MGM вновь пригласила Сотерн на главные роли в фильме «Тень на стене» и мюзикле «Нэнси едет в Рио» (оба — 1950). С 1953 по 1964 год Сотерн ушла из кино, полностью переключив своё внимание на телевидение, где добилась своего самого большого успеха в качестве звезды ситкомов. Она сыграла главные роли в двух успешных ситкомах — «Личный секретарь» (1953-57, 104 эпизода), который принёс её четыре номинации на Эмми, и «Шоу Энн Сотерн» (1958-60, 93 эпизода), за который в 1959 году она была удостоена премии Золотой глобус. В середине 1960-х годов Сотерн вернулась в кино, удостоившись номинаций на за фильм «Самый достойный» (1964) и на Оскар за фильм «Киты августа» (1988). Позднее Сотерн критически оценивала свою роль в кино, она говорила: «Голливуд продавал своих звёзд с помощью их привлекательной внешности и индивидуальности. Мы не были актрисами в истинном смысле. Мы были просто крупными именами — продуктами хорошей работы отдела рекламы».
Закари Скотт был одним из ведущих актёров жанра фильм нуар, сыграв главные или значимые роли в 13 картинах жанра, среди них «Маска Димитриоса» (1944), «Милдред Пирс» (1945), «Сигнал об опасности» (1945), «Безжалостный» (1948), «Путь фламинго» (1949), «Рождённая быть плохой» (1950) и «Виновный свидетель» (1950).
Контрактная актриса MGM Нэнси Дэвис более всего известна как будущая первая леди Нэнси Рейган. В начале 1950-х годов, Дэвис сыграла главные роли в нескольких фильмах категории В, среди них религиозная фантастическая мелодрама «Следующий голос, который вы услышите» (1950), фильм нуар «Разговор о незнакомце» (1952), мелодрамы «От ночи до утра» (1951) и «Тень в небесах» (1952), а также фантастический фильм «Мозг Донована» (1953). В 1952 году она вышла замуж за Рональда Рейгана, после чего вплоть до 1962 года сыграла лишь несколько ролей, в основном, в телесериалах, а затем вообще завершила актёрскую карьеру. К началу 1950-х годов Джиджи Перро была популярной актрисой-ребёнком, сыгравшей во множестве признанных фильмов, однако во взрослом возрасте её карьера пошла на спад, и её главными достижениями стали роли в двух недолговечных телесериалах — «Шоу Бетти Хаттон» (1959-60) и «Следуй за солнцем» (1961-62).

## История создания фильма
Роман Ханны Лиз (псевдоним писательницы Элизабет Хэд Феттер) и Лоренса П. Бакмана «Смерть в кукольном доме», который положен в основу фильма, был впервые опубликован с продолжением в журнале The Saturday Evening Post в период с 16 января по 27 февраля 1943 года. Рабочими названиями фильма были «Смерть в кукольном доме» и «Открытая дверь».
В «Голливуд репортер» от января 1945 года сообщалось, что первоначально режиссёром фильма должен был стать Рой Роулэнд, а главную роль должна была исполнить Маргарет О’Брайн. Для съёмок в этом фильме студия MGM взяла Джиджи Перро в аренду у компании Сэмюэла Голдвина, Закари Скотта — у Warner Bros. и Кристин Миллер — у Paramount.

## Оценка фильма критикой

### Общая оценка фильма
Критики в основном оценивают картину как скромную, но в целом достаточно удачную. Так, по мнению рецензента «Нью-Йорк Таймс», «это очевидный, но интересный фильм». Картина смотрится не столько как детектив с убийством, сколько как «сделанная в неспешном темпе мягкая мелодрама, вторичная по отношению к рассмотрению психиатрического случая, который занимает большую часть фильма. При этом игра основных исполнителей профессиональна, а клинические аспекты дела понятны непосвящённым». В рецензии также отмечается, что «фильм можно простить за общую нехватку саспенса, что во многом связано с тем, что убийца известен зрителю с самого начала». С другой стороны, современный историк кино Майкл Кини полагает, что «хотя зритель не сомневается в окончательном итоге, саспенс по ходу действия весьма силён». Историк кино Крейг Батлер назвал картину «достаточно захватывающим маленьким триллером с убийством», который добивается воздействия на зрителя не с помощью интриги вокруг того, кто совершил убийство, «что становится известно довольно рано, а волнениями по поводу того, удастся ли убийце снова добиться успеха». Киновед Деннис Шварц описал картину как «в нуаровом стиле напряжённую саспенс-историю», которая, по словам Спенсера Селби, рассказывает о «шестилетней девочке, которая получает шок, став свидетельницей убийства своей мачехи, и психиатр пытается выяснить у неё правду».

### Оценка работы режиссёра и творческой группы
По мнению Батлера, «в сценарии есть свои проблемы — это и неправдоподобие некоторых ситуаций, и смехотворное изображение психиатрического лечения, что в прочем типично для многих художественных фильмов». Однако картине удаётся «справиться с этими недостатками благодаря исходному замыслу и эффективному разыгрыванию истории». Батлер отмечает, что «постановка Пэта Джексона делает упор на саспенс, что идёт фильму на пользу. Он ставит „большие“ сцены так, как они того заслуживают, но также вводит множество мелких подробностей, которые придают персонажам индивидуальность». Сильной стороной картины Батлер считает также «глубокофокусную съёмку оператора Рэя Джуна, которая играет решающую роль при создании атмосферы, столь важной для этого фильма». Шварц полагает, что «мелодраматический сценарий картины часто недостоверен, а экшн-часть смотрится ненатурально, также как и терапия, которую Нэнси Дэвис применяет к Джиджи Перро».

### Оценка актёрской игры
Современный критик Роджер Фристоу отметил, что «хотя Энн Сотерн сильно играет в этом фильме и получила хорошие отклики за свою игру, большинство критиков с трудом смогло преодолеть сложившееся представление о ней как о легковесной актрисе типа Мэйзи». В частности, по мнению рецензента газеты «Нью-Йорк Таймс», «Сотерн, создавая сглаженный образ своего персонажа, кажется, не попадает в характер взволнованной злодейки», а журнал Library Journal утверждал, что «исходя из роли Сотерн, картину можно было бы назвать „Мэйзи была убийцей“, хотя актриса и не переигрывает». Фристоу далее отмечает, что «большинство обозревателей не обратило особого внимания на игру Нэнси Дэвис в этом фильме», хотя Variety и оценил её как «подающую надежды актрису», которая даёт «выдающуюся для новичка игру», а в рецензии «Нью-Йорк Таймс» было указано, что Нэнси Дэвис «красива и убедительна в роли серьёзного психиатра, которая с помощью человеческого тепла и игровой терапии погружается в сознание ребёнка, чтобы излечить его, а также разоблачить истинного убийцу». Рецензент «Нью-Йорк Таймс» также высоко оценил игру Джиджи Перро, которая «отлична в роли психически страдающего ребёнка», Закари Скотта, который «реалистично играет её отца-архитектора, ложно обвинённого в убийстве», а также Кристин Миллер, которая «грамотно сыграла краткую роль жертвы».
Современные критики дали высокую оценку игре всех основных актёров. В частности, как написал Шварц, «звёзды совместными усилиями сделали напряжённую и убедительную историю». Критик отмечает, что «роль злодейки вопреки амплуа досталась всегда милой Энн Сотерн, однако она с великолепной ловкостью справляется с этой ролью». Шварц также отмечает, что «Джиджи Перро чудесна, давая убедительную игру в роли маленькой девочки, которая может быть как прелестной, так и напуганной до смерти в следующий момент». Майкл Кини написал, что «Сотерн потрясающа в роли милой девушки, которая превращается в зловредную роковую женщину на наших отказывающихся верить глазах», а «Дэвис хороша в роли преданного делу психиатра, которая, опережая своё время, пытается воссоздать преступление в сознании Перро с помощью кукол». Как и многие другие критики, Батлер отметил, что «учитывая специализацию Сотерн на комедии, она была странным выбором на главную роль, тем не менее, актриса справляется с ней довольно хорошо». Благодаря «очевидной способности нравиться публике она делает свою героиню более интересной, порождая некоторую приветствуемую неоднозначность в отношении того, какие чувства к ней испытывать». По мнению киноведа, «Закари Скотт и Нэнси Дэвис хороши, а Джиджи Перро очень, очень хорошо справляется со своей ответственной и сложной ролью».